# Chillac
Chillac est une commune du Sud-Ouest de la France située dans le département de la Charente, en région Nouvelle-Aquitaine.
Ses habitants sont les Chillacais et les Chillacaises.

## Géographie

### Localisation et accès
Chillac est une commune du Sud Charente située à 5 km au nord-ouest de Brossac, le chef-lieu de son canton, sur la route de Barbezieux.
Chillac est aussi à 13 km de Barbezieux, 14 km de Chalais, 17 km de Montmoreau, 12 km de Baignes, 18 km de Montguyon, 42 km de Cognac, la sous-préfecture, et 37 km d'Angoulême, la préfecture.
La commune est traversée par la D 731, route de Chalais à Barbezieux et Cognac, route rectiligne qui longe la forêt de la Double au sud-ouest. D'autres routes de moindre importance relient Chillac aux communes voisines, comme la D 131 vers l'ouest en direction de Baignes par Oriolles, et la D 68 qui traverse la commune du nord au sud et passe au bourg, en direction de Guizengeard au sud et Berneuil au nord.
La gare la plus proche est celle de Chalais, desservie par des TER à destination d'Angoulême et de Bordeaux.

### Hameaux et lieux-dits
La commune comporte de nombreuses fermes et petits hameaux. Du nord au sud, on peut citer chez Grimaud, chez Auger, et près du bourg la Loge, chez Godard et Toutvent où est située la mairie, et enfin Petit Bois Delage.

### Communes limitrophes
| Condéon  | Berneuil    |          |
| Oriolles | Chillac     |          |
|          | Guizengeard | Passirac |

### Géologie et relief
La partie nord-est de la commune est dans le calcaire du Campanien, de craie blanche (Crétacé supérieur), qui occupe une grande partie du Sud Charente. La grande moitié sud-ouest, bourg compris ce qui lui confère un petit air de Limousin, est occupée par des dépôts du Tertiaire, consistant en sable kaolinique, argile blanche ou brune et galets. Ces terrains pauvres sont en grande partie boisés et constituent un prolongement de la grande forêt de la Double et des Landes saintongeaises,,,.
Le relief de la commune est plus prononcé dans sa moitié sud-ouest qui est celui de la partie boisée. Le point culminant est à une altitude de 183 m, situé au sud de la commune sur la route de Guizengeard, mais on trouve des buttes comme le Pécalèbre au nord-ouest du bourg dont l'altitude est de 166 m. Les points les plus bas sont à 84 m, l'un étant situé en limite nord avec Berneuil le long de la Gourdine, l'autre en limite sud avec Guizengeard. Le bourg, construit en hauteur, est à 150 m d'altitude.

### Hydrographie

#### Réseau hydrographique

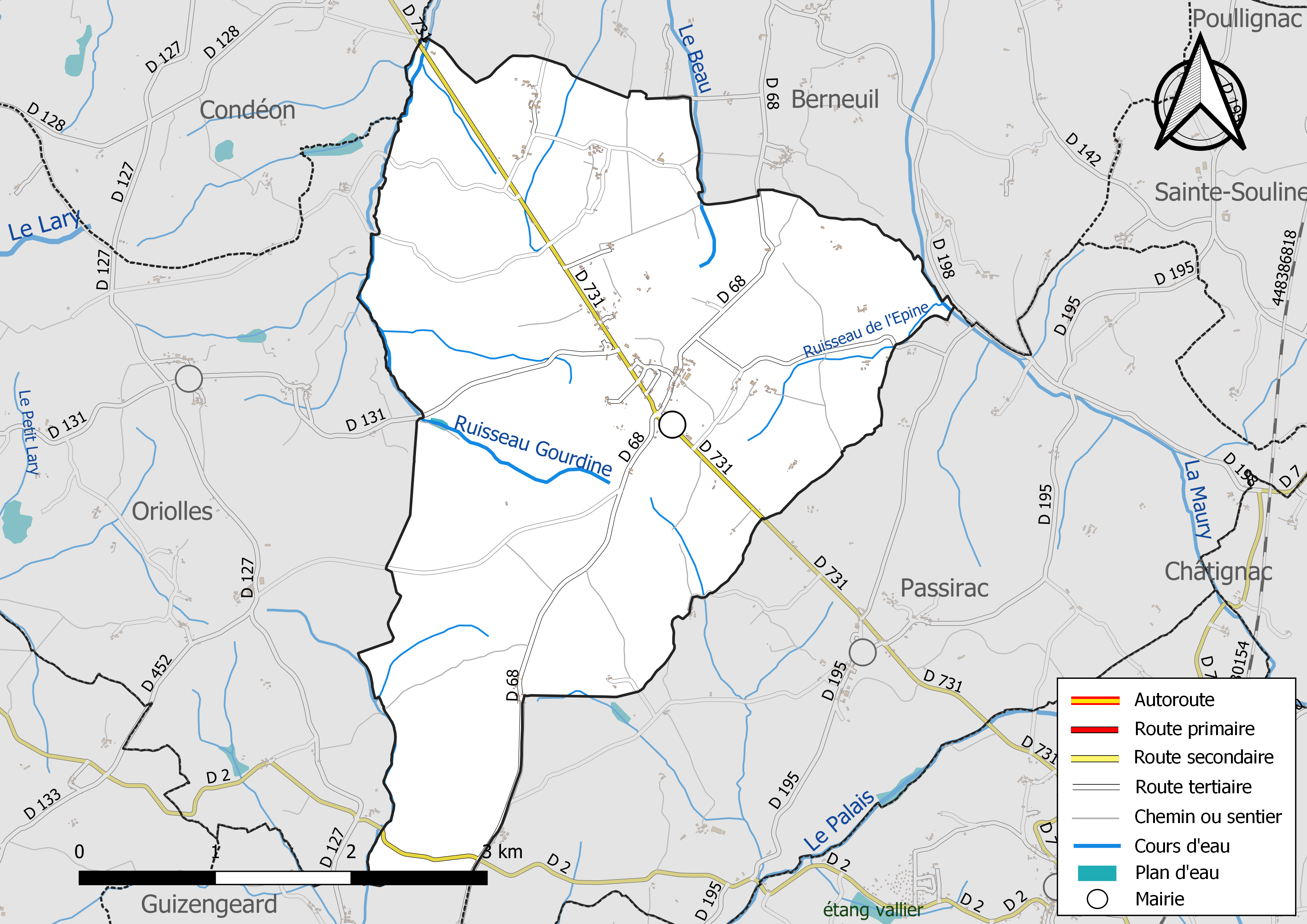
Réseaux hydrographique et routier de Chillac.

La commune est sur la ligne de partage des eaux entre le bassin versant de la Charente au nord et celui de la Dordogne au sud, au sein  du Bassin Adour-Garonne. Elle est drainée par la Maury, le Beau, le ruisseau Gourdine, le ruisseau de l'Epine et par divers petits cours d'eau, qui constituent un réseau hydrographique de 14 km de longueur totale,.
La Maury borde la commune à l'est. D'une longueur totale de 24,1 km, elle prend sa source dans la commune de Châtignac et se jette  dans le Né à Ladiville, après avoir traversé 12 communes. Le ruisseau de l'Épine, qui naît au pied du bourg, est un de ses affluents.
Le Beau, d'une longueur totale de 22,4 km, prend sa source dans la commune au nord-est de la commune (à la Grand Font) et porte le nom de ruisseau de la Grande Fontaine dans sa partie amont. et se jette  dans le Né à Bellevigne, après avoir traversé 9 communes.
Le ruisseau Gourdine, d'une longueur totale de 11,3 km, constitue la limite ouest. Elle prend sa source dans la commune  et se jette  dans le Beau à Salles-de-Barbezieux, après avoir traversé 5 communes. Elle porte le nom de Gabout plus en aval.
Au sud de la commune naissent de petits affluents du Palais qui prend sa source à Brossac et qui se jette dans le Lary. Le Lary prend sa source à Condéon et il est un affluent de l'Isle et sous-affluent de la Dordogne.
La commune comporte aussi de petits étangs, principalement dans sa partie forestière (étangs de la Rode, de Montplaisir...), et des sources (la Grand Font, la Fontgendarme, la Font Guyonnet, la Casse, fontaine du Crapaud au pied du bourg).

#### Gestion des eaux
Le territoire communal est couvert par les schémas d'aménagement et de gestion des eaux (SAGE) « Charente » et « Isle - Dronne ». Le SAGE « Charente», dont le territoire correspond au bassin de la Charente, d'une superficie de 9 300 km2, a été approuvé le 19 novembre 2019. La structure porteuse de l'élaboration et de la mise en œuvre est l'établissement public territorial de bassin Charente. Le SAGE « Isle - Dronne», dont le territoire regroupe les bassins versants de l'Isle et de la Dronne, d'une superficie de 7 500 km2, a été approuvé le 2 août 2021. La structure porteuse de l'élaboration et de la mise en œuvre est l'établissement public territorial de bassin de la Dordogne (EPIDOR). Ils définissent chacun sur leur territoire les objectifs généraux d’utilisation, de mise en valeur et de protection quantitative et qualitative des ressources en eau superficielle et souterraine, en respect des objectifs de qualité définis dans le troisième SDAGE  du Bassin Adour-Garonne qui couvre la période 2022-2027, approuvé le 10 mars 2022.

### Climat
Comme dans les trois quarts sud et ouest du département, le climat est océanique aquitain.

## Urbanisme

### Typologie
Au 1er janvier 2024, Chillac est catégorisée commune rurale à habitat dispersé, selon la nouvelle grille communale de densité à 7 niveaux définie par l'Insee en 2022.
Elle est située hors unité urbaine. Par ailleurs la commune fait partie de l'aire d'attraction de Barbezieux-Saint-Hilaire, dont elle est une commune de la couronne,. Cette aire, qui regroupe 25 communes, est catégorisée dans les aires de moins de 50 000 habitants,.

### Occupation des sols
L'occupation des sols de la commune, telle qu'elle ressort de la base de données européenne d’occupation biophysique des sols Corine Land Cover (CLC), est marquée par l'importance des forêts et milieux semi-naturels (50,3 % en 2018), en diminution par rapport à 1990 (53,8 %). La répartition détaillée en 2018 est la suivante : 
forêts (35,2 %), zones agricoles hétérogènes (24,1 %), terres arables (23,8 %), milieux à végétation arbustive et/ou herbacée (15,1 %), prairies (1,8 %). L'évolution de l’occupation des sols de la commune et de ses infrastructures peut être observée sur les différentes représentations cartographiques du territoire : la carte de Cassini (XVIIIe siècle), la carte d'état-major (1820-1866) et les cartes ou photos aériennes de l'IGN pour la période actuelle (1950 à aujourd'hui).

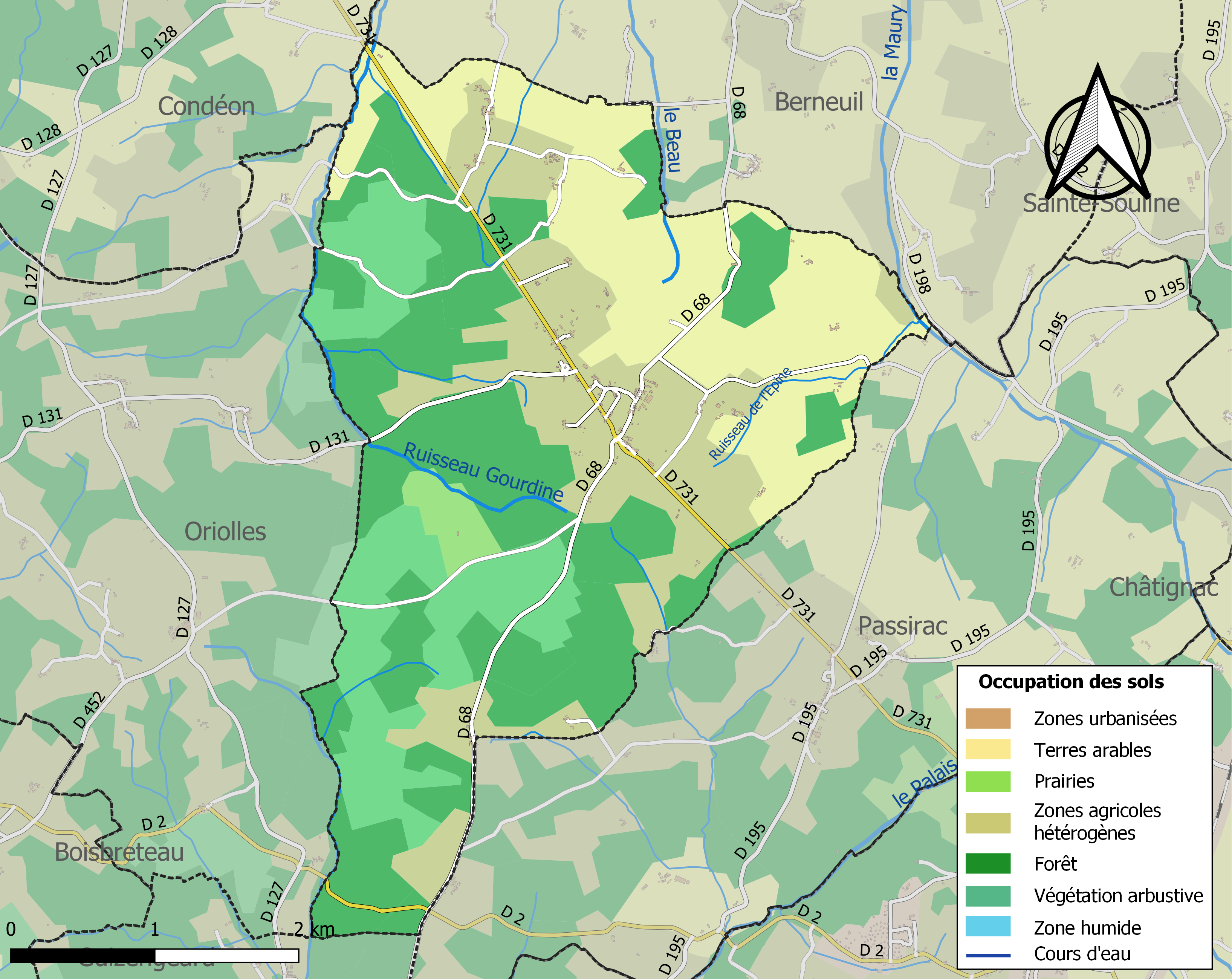
Carte des infrastructures et de l'occupation des sols de la commune en 2018 (CLC).

### Risques majeurs
Le territoire de la commune de Chillac est vulnérable à différents aléas naturels : météorologiques (tempête, orage, neige, grand froid, canicule ou sécheresse), feux de forêts et séisme (sismicité faible). Il est également exposé à un risque technologique, le transport de matières dangereuses. Un site publié par le BRGM permet d'évaluer simplement et rapidement les risques d'un bien localisé soit par son adresse soit par le numéro de sa parcelle.

#### Risques naturels
Chillac est exposée au risque de feu de forêt. Un plan départemental de protection des forêts contre les incendies (PDPFCI) a été élaboré pour la période 2017-2026, faisant suite à un plan 2007-2016. Les mesures individuelles de prévention contre les incendies sont précisées par divers arrêtés préfectoraux et s’appliquent dans les zones exposées aux incendies de forêt et à moins de 200 mètres de celles-ci. L’arrêté du 3 mai 2016 règlemente l'emploi du feu en interdisant notamment d’apporter du feu, de fumer et de jeter des mégots de cigarette dans les espaces sensibles et sur les voies qui les traversent sous peine de sanctions. L'arrêté du 27 décembre 2019 rend le débroussaillement obligatoire, incombant au propriétaire ou ayant droit,,,.

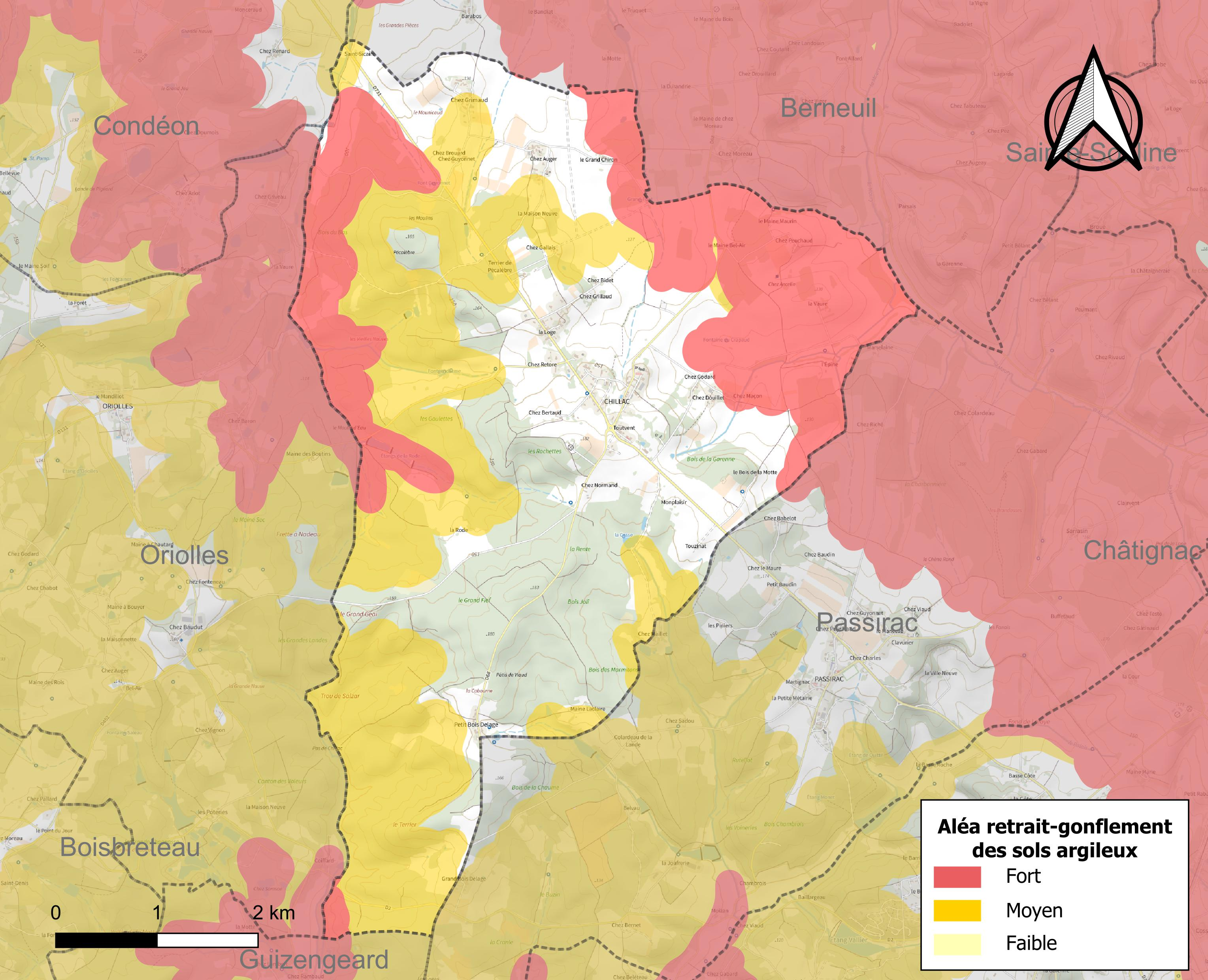
Carte des zones d'aléa retrait-gonflement des sols argileux de Chillac.

Le retrait-gonflement des sols argileux est susceptible d'engendrer des dommages importants aux bâtiments en cas d’alternance de périodes de sécheresse et de pluie. 57,1 % de la superficie communale est en aléa moyen ou fort (67,4 % au niveau départemental et 48,5 % au niveau national). Sur les 133 bâtiments dénombrés sur la commune en 2019, 30 sont en aléa moyen ou fort, soit 23 %, à comparer aux 81 % au niveau départemental et 54 % au niveau national. Une cartographie de l'exposition du territoire national au retrait gonflement des sols argileux est disponible sur le site du BRGM,.
Par ailleurs, afin de mieux appréhender le risque d’affaissement de terrain, l'inventaire national des cavités souterraines permet de localiser celles situées sur la commune.
La commune a été reconnue en état de catastrophe naturelle au titre des dommages causés par les inondations et coulées de boue survenues en 1982 et 1999. Concernant les mouvements de terrains, la commune a été reconnue en état de catastrophe naturelle au titre des dommages causés par des mouvements de terrain en 1999.

#### Risques technologiques
Le risque de transport de matières dangereuses sur la commune est lié à sa traversée par une ou des infrastructures routières ou ferroviaires importantes ou la présence d'une canalisation de transport d'hydrocarbures. Un accident se produisant sur de telles infrastructures est susceptible d’avoir des effets graves sur les biens, les personnes ou l'environnement, selon la nature du matériau transporté. Des dispositions d’urbanisme peuvent être préconisées en conséquence.

## Toponymie
Les formes anciennes sont Calliae en 1075-1080, Calac en 1077, Chalac, Chaliac, Chilac, Chaliaco en 1302.
L'origine du nom de Chillac remonterait à un personnage gallo-romain Callius ou Casilius auquel est apposé le suffixe -acum, ce qui correspondrait au « domaine de Callius »,.

## Histoire
Sous l'Ancien Régime, Chillac, comme Barbezieux, Brossac et Chalais, était une paroisse de Saintonge.
Chillac était le siège d'une seigneurie à toute justice, qui relevait du marquisat de Barbezieux et appartenait, au XVIIe siècle, à la famille de La Touche. Au XVIIIe siècle, la seigneurie passa au marquis de Donnissan de Citran, grand sénéchal de Guyenne, dont le fils, Guy Joseph de Donnissan fut un des chefs de l'insurrection vendéenne et fut fusillé en 1794 à Angers. Au début du XXe siècle, le château est vendu à la famille Cottineau.
À la Vaure était un autre petit fief, à justice restreinte, probablement démembré de la seigneurie de Chillac. Au XVIIe siècle, il appartenait à Guy Dexmier qui avait épousé une demoiselle de La Touche.
Les plus anciens registres paroissiaux remontent à 1643, mais ils ont de nombreuses lacunes.
Pendant la première moitié du XXe siècle, la commune était aussi desservie par la petite ligne ferroviaire d'intérêt local à voie métrique des Chemins de fer économiques des Charentes reliant Barbezieux et Chalais par Brossac, et une gare était située près du bourg.

## Administration

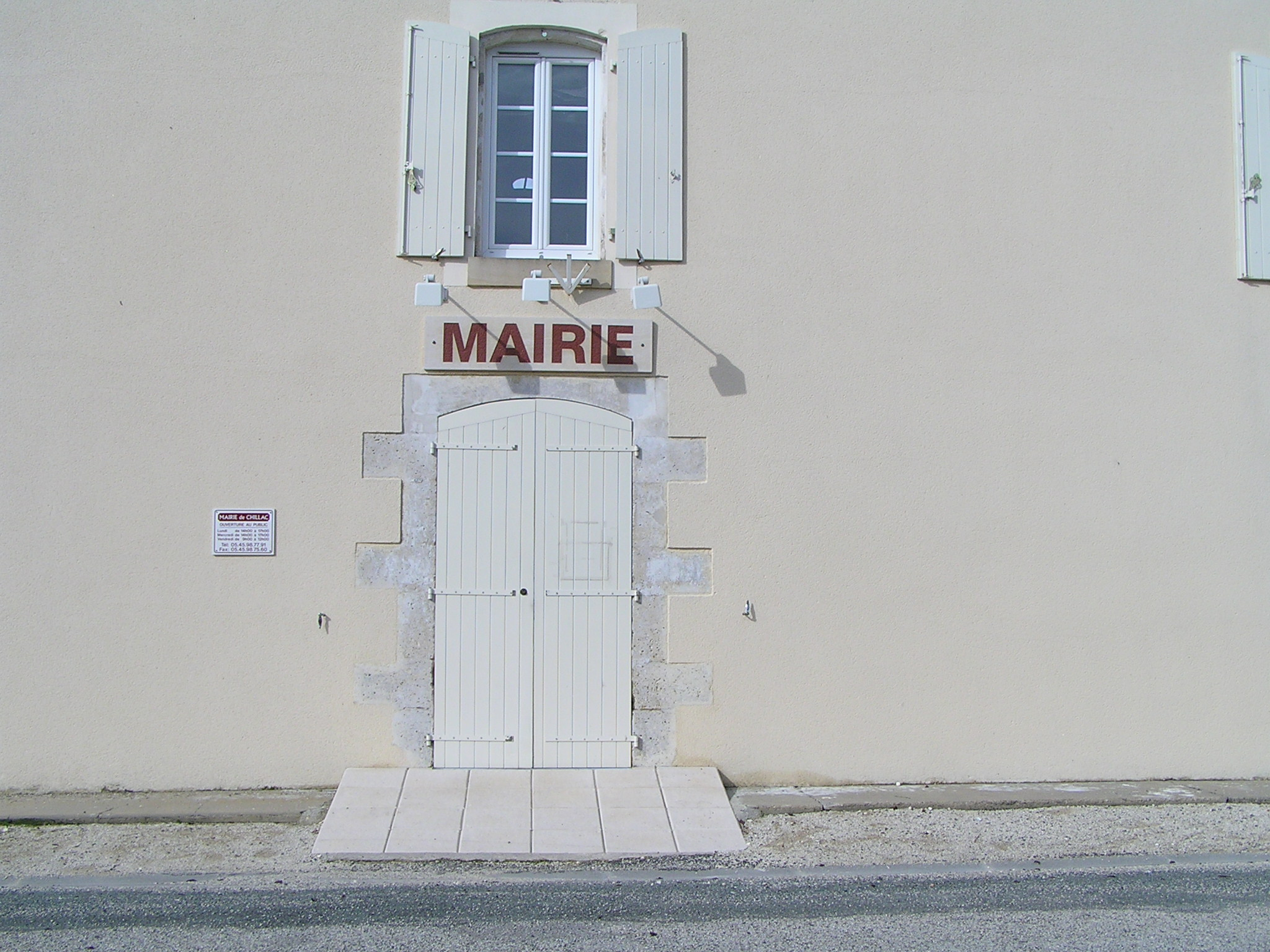
La mairie de Chillac

| Période                                  | Période   | Identité               | Étiquette | Qualité     |
| ---------------------------------------- | --------- | ---------------------- | --------- | ----------- |
| avant 1981                               | ?         | Jean-François Hurtaud  |           |             |
| avant 1988                               | ?         | Adrien Faure           | PCF       |             |
| juin 1995                                | mars 2008 | William-Roger Laidet   | PCF       |             |
| mars 2008                                | en cours  | Marie-Hélène Gouffrant | DVG       | Professeure |
| Les données manquantes sont à compléter. |           |                        |           |             |

## Démographie

### Évolution démographique
L'évolution du nombre d'habitants est connue à travers les recensements de la population effectués dans la commune depuis 1793. Pour les communes de moins de 10 000 habitants, une enquête de recensement portant sur toute la population est réalisée tous les cinq ans, les populations de référence des années intermédiaires étant quant à elles estimées par interpolation ou extrapolation. Pour la commune, le premier recensement exhaustif entrant dans le cadre du nouveau dispositif a été réalisé en 2007.

En 2022, la commune comptait 225 habitants, en évolution de +4,65 % par rapport à 2016 (Charente : −0,48 %, France hors Mayotte : +2,11 %).
| 1793 | 1800 | 1806 | 1821 | 1831 | 1841 | 1846 | 1851 | 1856 |
| ---- | ---- | ---- | ---- | ---- | ---- | ---- | ---- | ---- |
| 585  | 405  | 521  | 645  | 674  | 592  | 619  | 626  | 561  |

| 1861 | 1866 | 1872 | 1876 | 1881 | 1886 | 1891 | 1896 | 1901 |
| ---- | ---- | ---- | ---- | ---- | ---- | ---- | ---- | ---- |
| 540  | 536  | 538  | 516  | 502  | 474  | 438  | 426  | 447  |

| 1906 | 1911 | 1921 | 1926 | 1931 | 1936 | 1946 | 1954 | 1962 |
| ---- | ---- | ---- | ---- | ---- | ---- | ---- | ---- | ---- |
| 424  | 412  | 401  | 359  | 373  | 380  | 321  | 307  | 279  |

| 1968 | 1975 | 1982 | 1990 | 1999 | 2006 | 2007 | 2012 | 2017 |
| ---- | ---- | ---- | ---- | ---- | ---- | ---- | ---- | ---- |
| 229  | 223  | 188  | 165  | 169  | 195  | 199  | 199  | 220  |

| 2022 | - | - | - | - | - | - | - | - |
| ---- | - | - | - | - | - | - | - | - |
| 225  | - | - | - | - | - | - | - | - |

### Pyramide des âges
La population de la commune est relativement âgée.
En 2018, le taux de personnes d'un âge inférieur à 30 ans s'élève à 28,2 %, soit en dessous de la moyenne départementale (30,2 %). À l'inverse, le taux de personnes d'âge supérieur à 60 ans est de 40,4 % la même année, alors qu'il est de 32,3 % au niveau départemental.
En 2018, la commune comptait 118 hommes pour 103 femmes, soit un taux de 53,39 % d'hommes, largement supérieur au taux départemental (48,41 %).
Les pyramides des âges de la commune et du département s'établissent comme suit.
| Hommes | Classe d’âge | Femmes |
| ------ | ------------ | ------ |
| 2,6    | 90 ou +      | 1,9    |
| 11,1   | 75-89 ans    | 11,7   |
| 27,4   | 60-74 ans    | 26,2   |
| 19,7   | 45-59 ans    | 18,4   |
| 12,0   | 30-44 ans    | 12,6   |
| 14,5   | 15-29 ans    | 8,7    |
| 12,8   | 0-14 ans     | 20,4   |

| Hommes | Classe d’âge | Femmes |
| ------ | ------------ | ------ |
| 1      | 90 ou +      | 2,7    |
| 9,2    | 75-89 ans    | 12     |
| 20,6   | 60-74 ans    | 21,3   |
| 20,7   | 45-59 ans    | 20,3   |
| 16,8   | 30-44 ans    | 16     |
| 15,6   | 15-29 ans    | 13,4   |
| 16,1   | 0-14 ans     | 14,3   |

## Économie

### Agriculture
La viticulture occupe une petite partie de l'activité agricole. La commune est située dans les Bons Bois, dans la zone d'appellation d'origine contrôlée du cognac.

## Lieux et monuments

### Patrimoine religieux
L'église paroissiale Saint-Sulpice est du XIIe siècle, remaniée au XVe siècle, à un seul vaisseau. Elle est inscrite monument historique depuis 1961,.

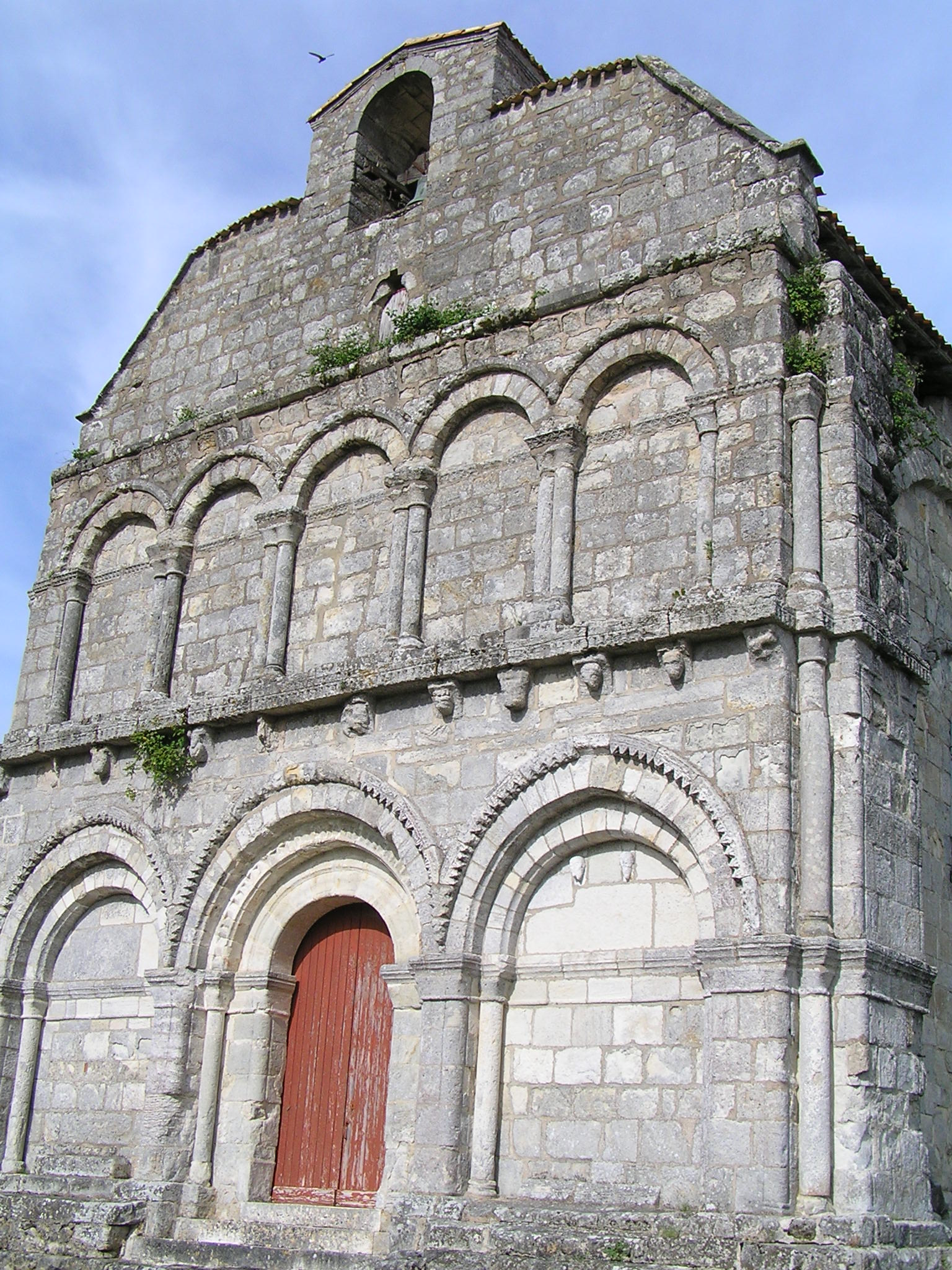
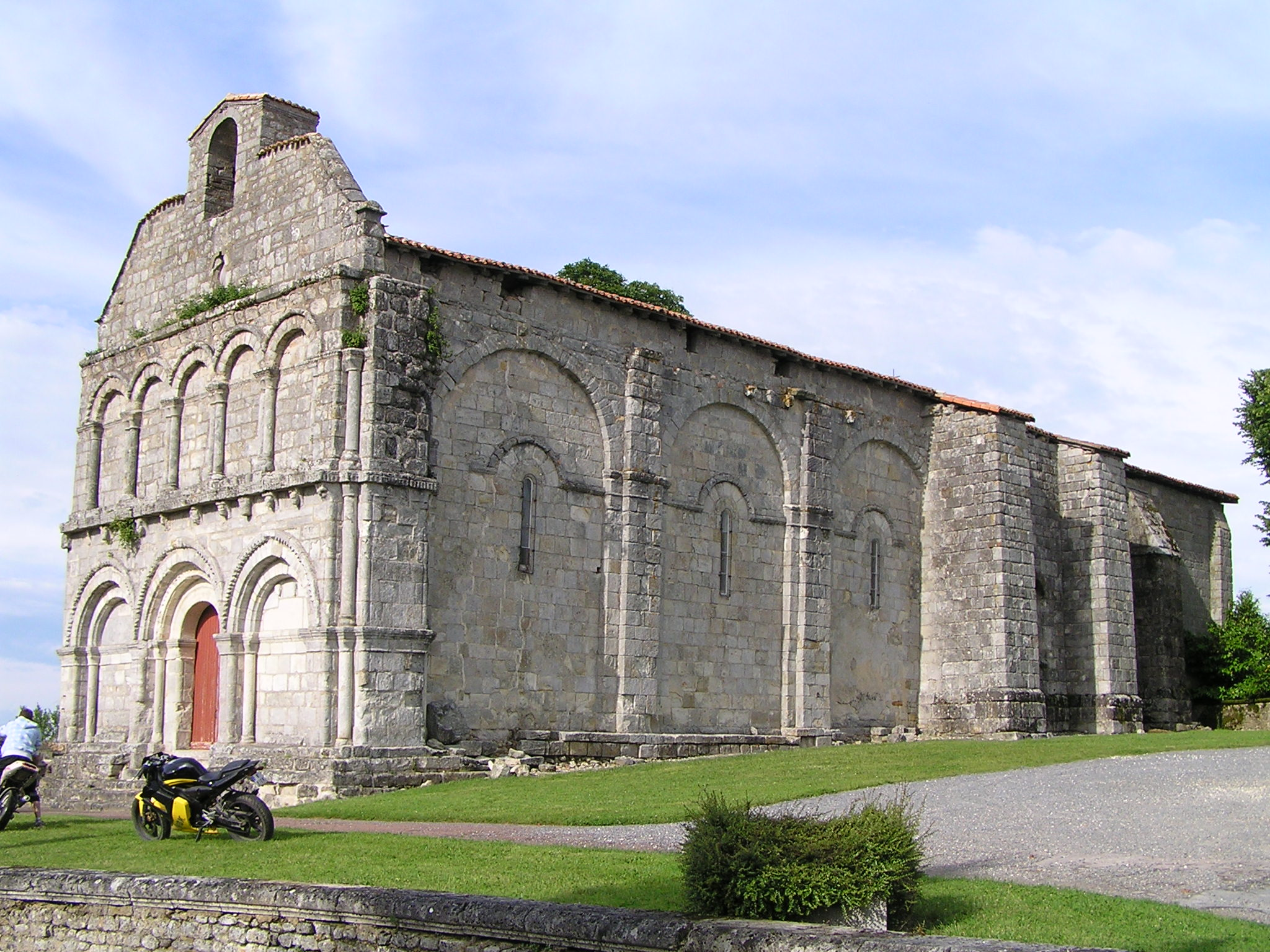

### Patrimoine civil
Le château de Chillac actuel date du XVe siècle, le portail est du XVIIe siècle et le logis a été remanié et agrandi au XIXe siècle. Il est inscrit monument historique depuis 1961.

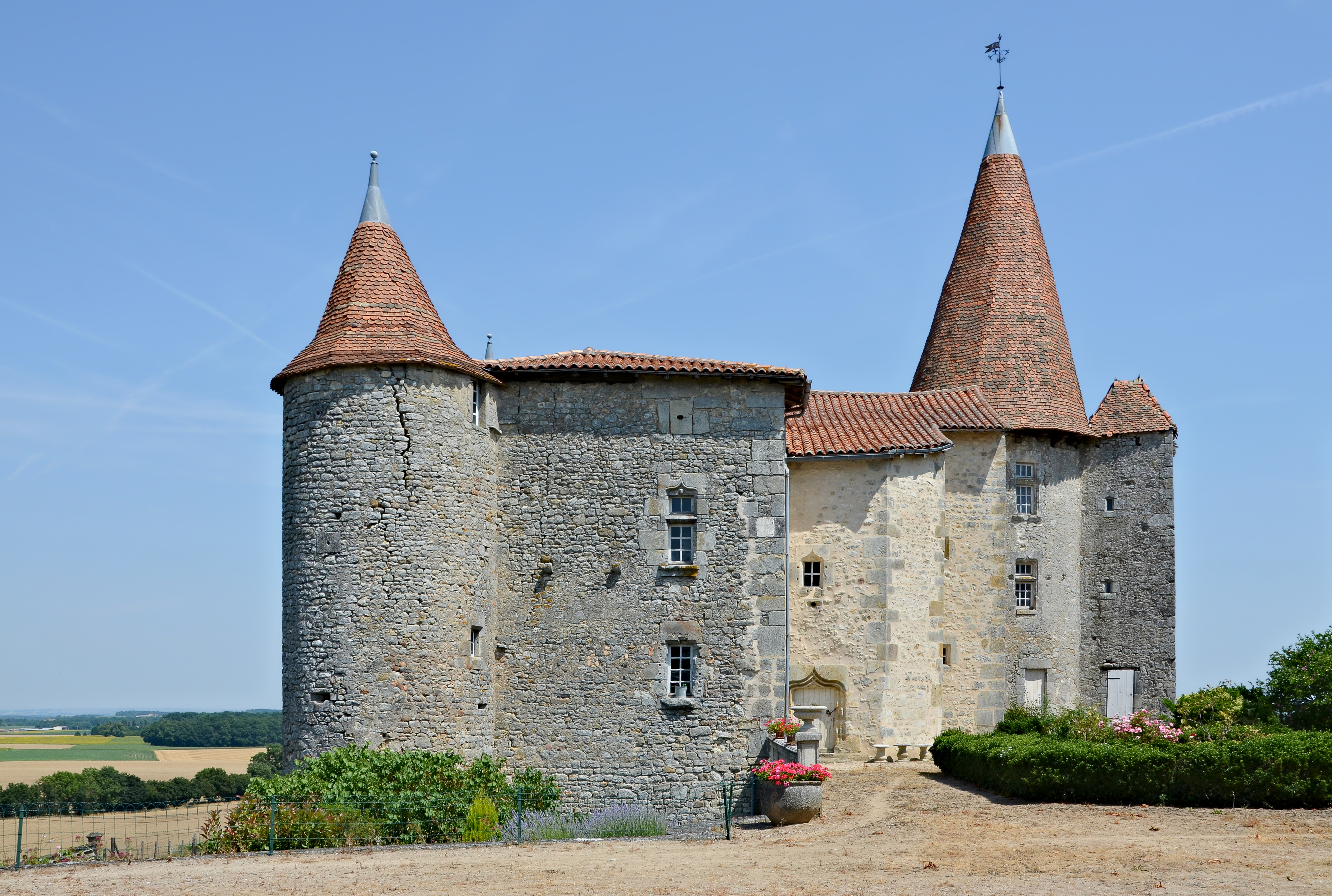
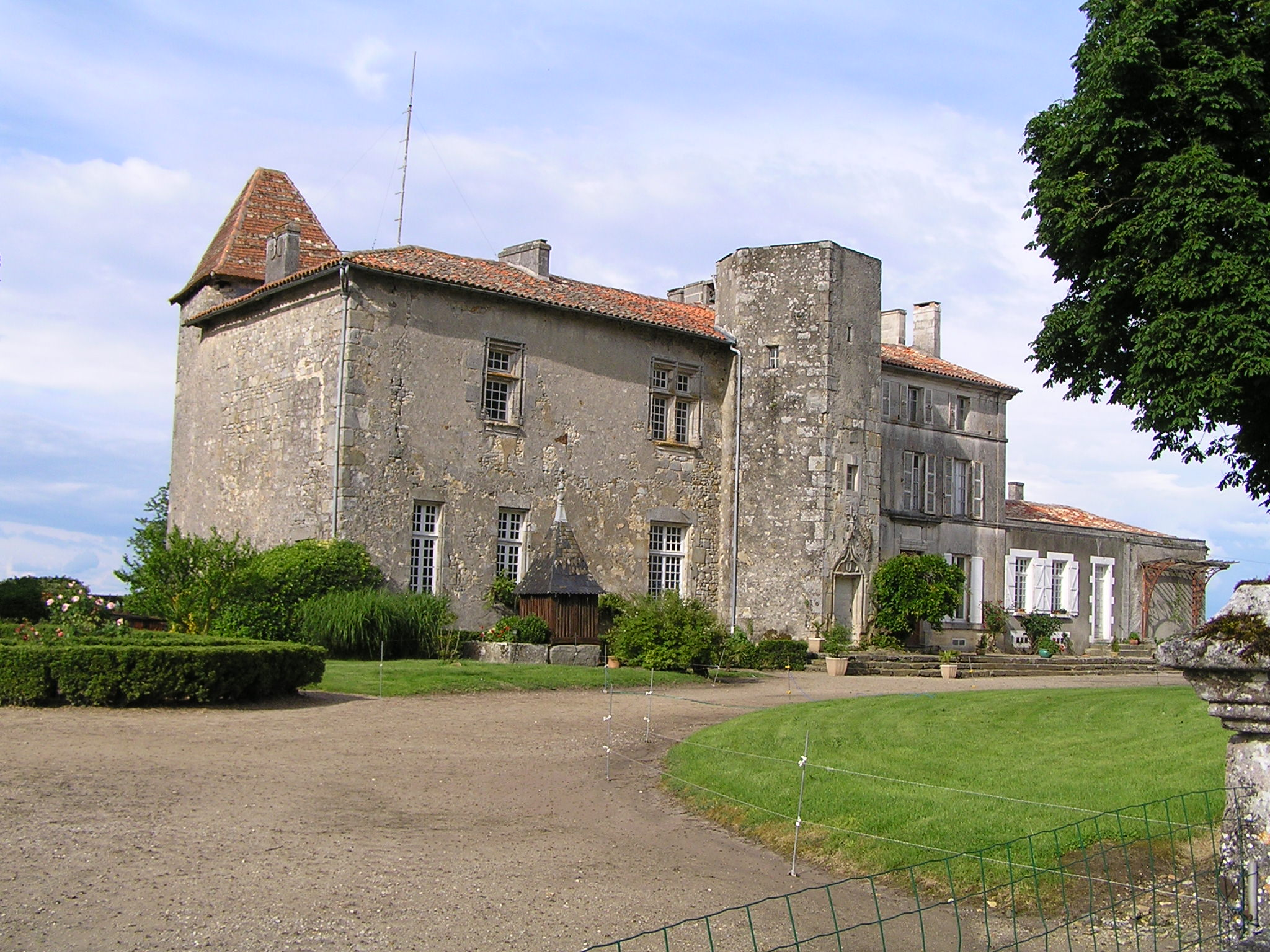
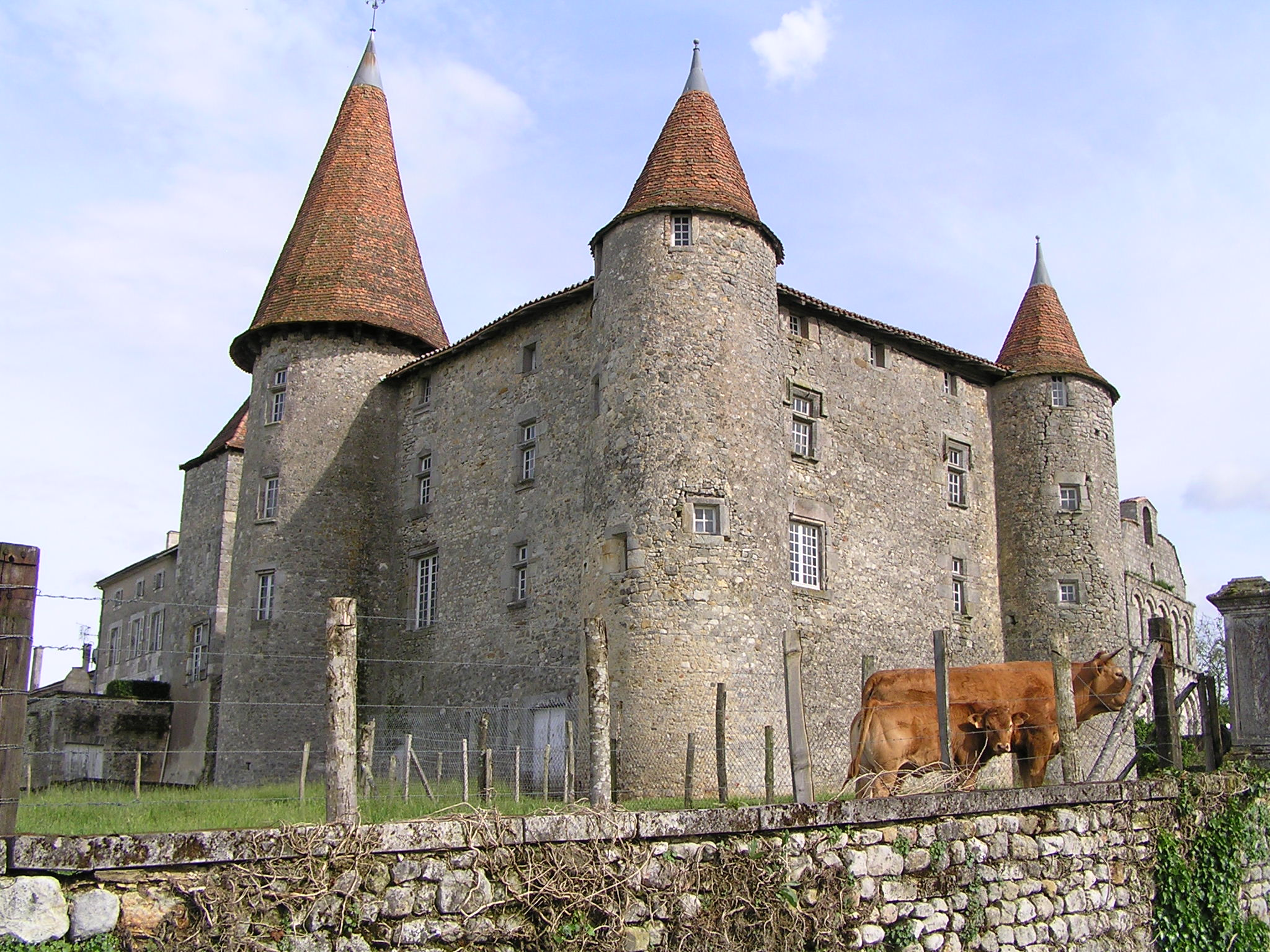

Le logis de la Vaure date du XVIIe siècle.
Quelques monuments funéraires complètent le patrimoine architectural de la commune.

### Patrimoine environnemental

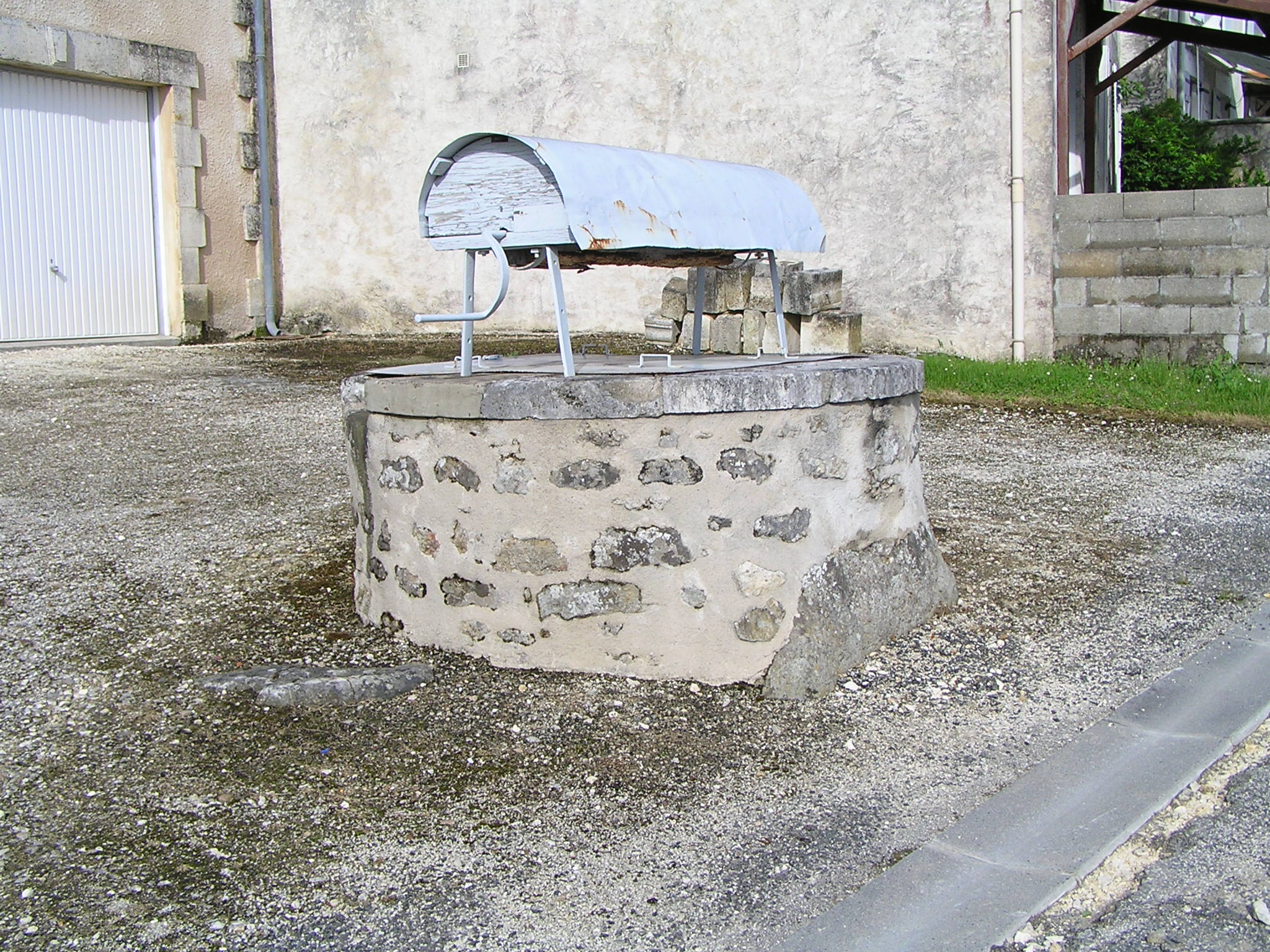
Un puits.